# Eekwal
Eekwal is een type houtwal (houtsingel) met eikenhakhout, waarvan de boombast voor eek werd geoogst, ten behoeve van de leerproductie.
De naam eekwal komt in Heerde, Renkum, Veenendaal en Zwolle als straatnaam terug. In Glanerbrug, gemeente Enschede, heet een vooroorlogse wijk De Eekmaat, naar het vroegere eekwingebied aldaar.  